# Сизена Статилий Тавър
Вижте пояснителната страница за други личности с името Тит Статилий Тавър.
Сизена Статилий Тавър или Тит Статилий Сизена Тавър (на латински: Sisenna Statilius Taurus; Titus Statilius Sisenna Taurus) e политик на ранната Римска империя.

## Биография
Неговият дядо Тит Статилий Тавър e бил два пъти консул (37 и 26 пр.н.е.). Той е брат на Тит Статилий Тавър (консул 11 г.).
През 16 г. Сизена е консул заедно с Луций Скрибоний Либон. Суфектконсулите тази година са Публий Помпоний Грецин и Гай Вибий Руф.
Сизена притежава големи имения в Далмация и Горна Италия и една къща на Палатин в Рим, която е била собственост на Цицерон.
Той има син със същото име, който е Salius Palatinus, и една дъщеря с името Статилия Корнелия.